# Oeonia rosea
Oeonia rosea är en orkidéart som beskrevs av Henry Nicholas Ridley. Oeonia rosea ingår i släktet Oeonia och familjen orkidéer. Inga underarter finns listade i Catalogue of Life.

## Bildgalleri

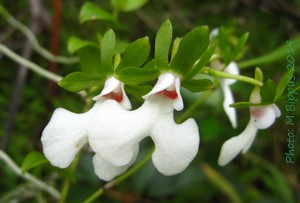